# Feliks Gromnicki

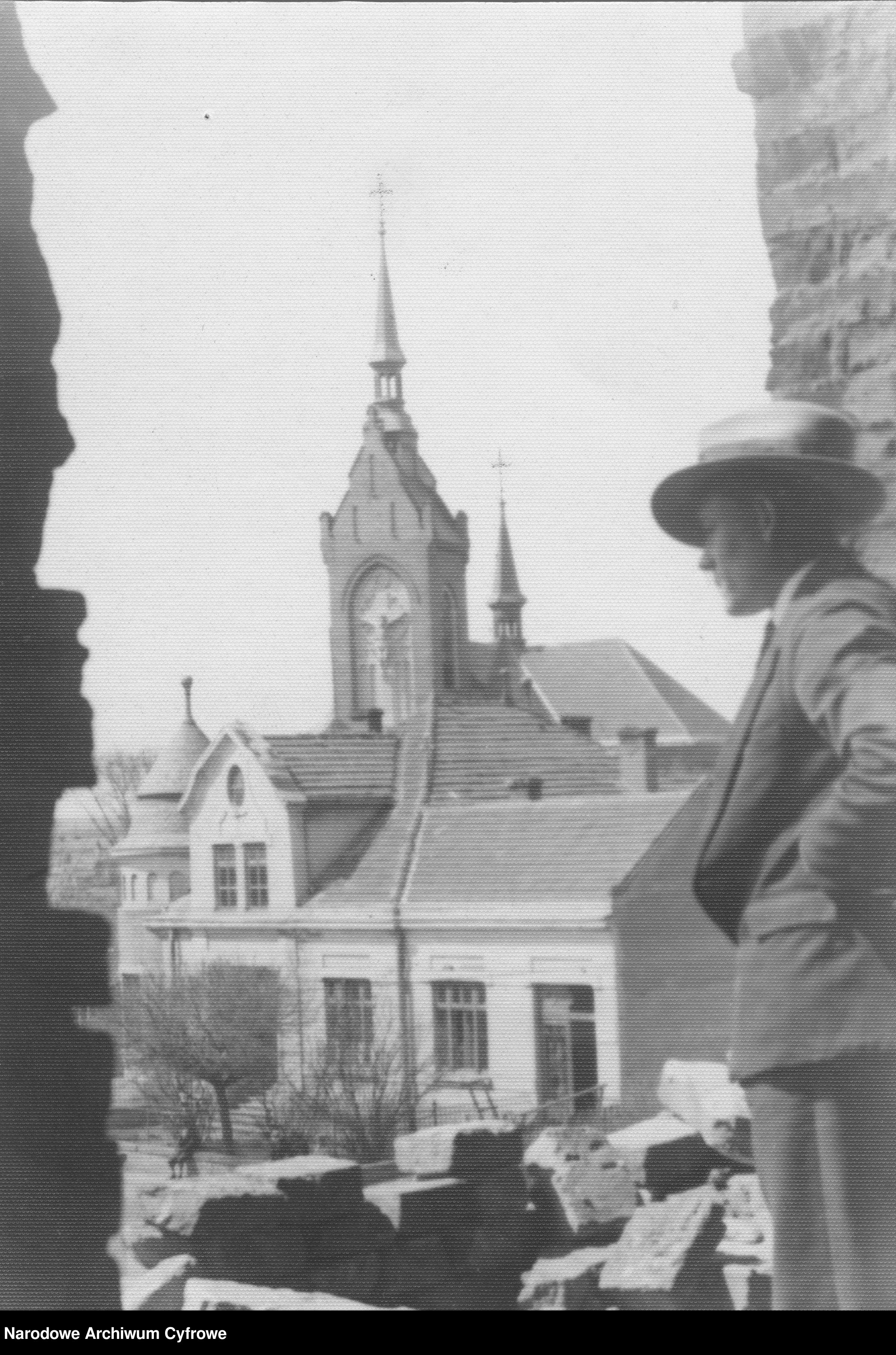
Willa Gromnickich w Podwołoczyskach w 1932. W tle kościół św. Zofii.

Feliks Julian Gromnicki (ur. w 1860) – doktor praw, adwokat.

## Życiorys
Feliks Gromnicki wywodził się ze szlacheckiej rodziny Gromnickich pieczętującej się herbem Prawdzic. Był synem Leona Józefa i Julianny ze Szczucińskich. Ukończył C.K. Szkołę Główną Wzorową w Krakowie z wynikiem celującym. Następnie podjął studia prawnicze na Uniwersytecie Jagiellońskim, które ukończył w 1884 z tytułem doktora. W tym samym roku, 26 kwietnia, poślubił w Tarnopolu Franciszkę Schmidt, córkę Rajmunda, adwokata i burmistrza Tarnopola, oraz Emilii z Wurstów. Franciszka była siostrą Józefa Rajmunda Schmidta. Świadkami na ślubie byli Emanuel Roiński oraz Władysław Szczuciński. 
Po ślubie Gromniccy zamieszkali w Tarnopolu, gdzie Feliks wykonywał zawód adwokata w ramach Wydziału Izby Adwokatów Lwów. Od 1885 udzielał się społecznie jako zastępca prezesa nowo utworzonego Towarzystwa Gimnastycznego Sokół w Tarnopolu. 2 czerwca 1892 wraz z małżonką był jedną z par chrzestnych przy poświęceniu sztandaru Sokoła tarnopolskiego. W latach 1892–1897 był również czynnym członkiem Kółka Naukowego Tarnopolskiego. 
W 1897 Gromniccy przenieśli się do Podwołoczysk, gdzie Feliks Gromnicki kontynuował zawód adwokata. 
Feliks Gromnicki posiadał dobra ziemskie w powiecie skałackim a w konsekwencji był członkiem Rady Powiatowej w Skałacie z grupy większych posiadłości oraz członkiem Wydziału powiatowego. Był też członkiem oddziału tarnopolsko-zbarasko-skałacko-trembowelskiego C.K. galicyjskiego Towarzystwa Gospodarskiego we Lwowie. 

W centrum Podwołoczysk zachowała się willa Gromnickich wybudowana na początku XX wieku, w której obecnie znajduje się muzeum UPA. W 1919 odbyło się tam spotkanie pomiędzy Symonem Petlurą a dowództwem ukraińskiej armii galicyjskiej. Po odzyskaniu niepodległości przez Polskę Feliks Gromnicki został wpisany w 1927 na listę adwokatów z siedzibą w Podwołoczyskach w Okręgu Izby Adwokackiej we Lwowie. 

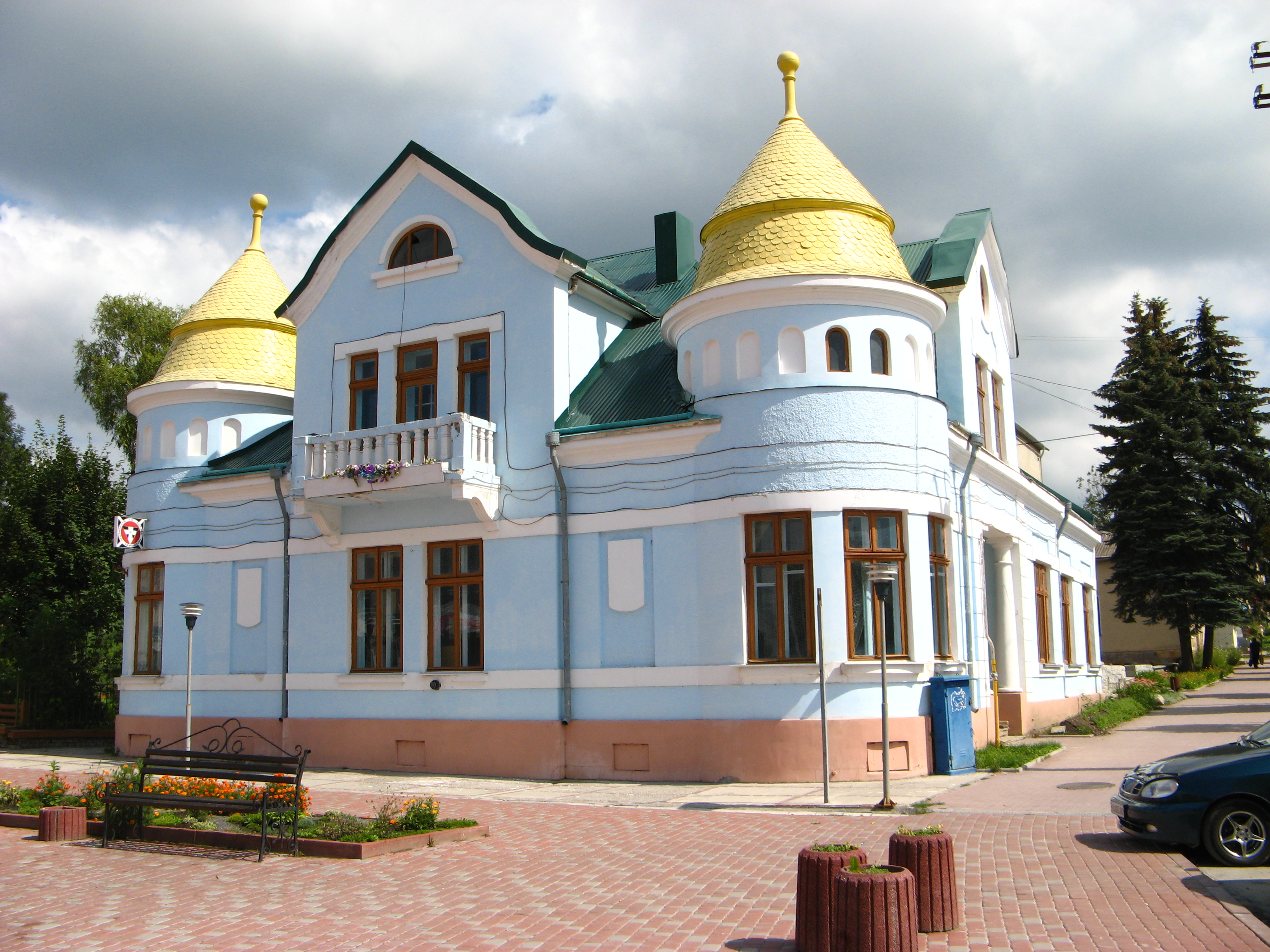
Willa Gromnickich w Podwołoczyskach współcześnie